# Charles Péguy
« Péguy » redirige ici. Pour les autres significations, voir Péguy (homonymie), Deloire et Baudouin.
Charles Péguy, né le 7 janvier 1873 à Orléans (département du Loiret), mort pour la France le 5 septembre 1914 au Plessis-l'Évêque (département de Seine-et-Marne) durant la Première Guerre Mondiale lors de la bataille de l'Ourcq, est un écrivain, poète, essayiste et officier de réserve français. Il est également connu sous les noms de plume de Pierre Baudouin, Jacques Daube, Pierre Deloire et Jacques Lantier.
Intellectuel engagé, Péguy est un militant socialiste libertaire, anticlérical, puis dreyfusard. Il se rapproche à partir de 1908 du catholicisme et compose des mystères et des poèmes d'inspiration religieuse comme La Tapisserie de Notre-Dame (1913).
Disciple des « hussards noirs de la république » (expression dont il est l'auteur), défenseur de la « mystique républicaine », il est l'auteur d'essais comme Notre Jeunesse (1910) ou L'Argent (1913) où il exprime ses préoccupations sociales et son rejet de l'âge moderne et de ses conventions.

## Biographie

### Jeunesse

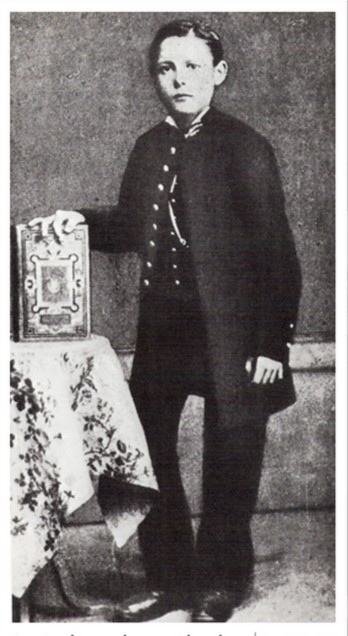
Péguy en uniforme de pensionnaire au lycée Pothier d'Orléans en 1885.

Charles Pierre Péguy naît le 7 janvier 1873 au 50 rue du Faubourg-Bourgogne, à Orléans, dans une famille modeste. 
Son père, Louis Victor Désiré Péguy, originaire de Saint-Jean-de-Braye (département du Loiret), né en 1846, mort en 1873, est menuisier : il meurt d'un cancer de l'estomac (maladie contractée à cause du pain du siège de Paris en 1870 comme son fils en sera persuadé) dix mois après la naissance de l'enfant. Sa mère, Cécile Quéré — ou « Guéret », selon les sources —,, (1846-1933), est rempailleuse de chaises.
Durant son enfance, élevé par sa grand-mère, Etiennette Guéret, et sa mère, Cécile Guéret, Charles Péguy connaît la pauvreté. Très tôt, il assume de nombreuses tâches domestiques, apprend le rempaillage de chaises, tout en s'instruisant minutieusement. Il gardera toujours le souvenir ému du dénuement familial : « ceux qui échappent à la misère, n'échappent pas à la mémoire de leur misère ». Ils savent ce qu'est la pauvreté parce qu'ils l'ont "touchée" "du doigt". Péguy n'aura de cesse de dénoncer la fabrique de la pauvreté dont les siens ont tellement pâti : « La société présente est mécaniquement organisée pour faire des pauvres et de la pauvreté ». « J'ai démontré souvent que c'était l'injuste épuisement du plus grand nombre indispensablement qui faisait l'injuste élèvement de quelques-uns. » Témoin du courage d'une mère et d'une grand-mère maternelle ardentes au travail, il loue l'héroïsme ouvrier, la bravoure de Jeanne d'Arc et le génie de la morale ouvrière : « J'ai vu toute mon enfance rempailler des chaises exactement du même esprit et du même cœur, et de la même main, que ce même peuple avait taillé ses cathédrales ». De 1879 à 1885, il fréquente les classes de l'école primaire annexe de l'École normale d'instituteurs d'Orléans. C'est au sein de « cet admirable monde de l'enseignement primaire » que le jeune Péguy est formé aux valeurs de « l'ancienne France », l'honneur et la fierté du travail bien fait, la décence, le sens du respect étendu à tous les âges de la vie humaine, et « cette grande bonté affectueuse et paternelle, cette piété de tuteur et de père » que l'enfant trouvait chez tous les maîtres de l'enseignement primaire dans les années 1880.
Il ne cessera de louer l'engagement exceptionnel des instituteurs. C'est lui qui, en 1913, dans L'Argent, rendra le plus bel hommage qu'aucun autre écrivain n'a pu offrir aux pédagogues en qualifiant les jeunes normaliens du Loiret de Hussards noirs de la République : « Nos jeunes maîtres étaient beaux comme des hussards noirs. Sveltes; sévères; sanglés. Sérieux et un peu tremblant de leur précoce, de leur soudaine omnipotence ». L'Ecole normale forgeait les normaliens aux valeurs républicaines et à la laïcité.
Néanmoins les hussards noirs ne sont pas des pédagogues dominateurs ou dogmatiques. Ils sont libéraux, attentifs aux besoins des élèves et respectueux des différences. La liberté est la condition nécessaire au dépassement de soi. Seule la capacité des élèves à piloter librement leurs apprentissages est de nature à les faire  progresser. Le gavage est proscrit tandis que l’enseignement dialogué est prescrit. La démarche enseignante demeure fidèle à la raison qui « ne procède pas par la voie de l’autorité». « Il ne s’agit pas qu’on reçoive en son esprit des connaissances d’art, de philosophie ou de science, et qu’on les transvase, toutes crues, dans l’esprit du paysan. » Péguy préconise aussi un usage plus modéré de l'évaluation des élèves : « Les élèves ne sont pas des inculpés. Les maîtres ne sont pas des juges. L'enseignement n'est pas une magistrature. C'est une culture. »
Péguy bénéficie également du concours de la culture ouvrière incarnée par un voisinage d'ouvriers syndicalistes. Ainsi le voisin de la famille, Louis Boitier, lui récite Les Châtiments et le premier, lui donne le goût des vers de Victor Hugo qui vont chanter dans sa mémoire.
L'ayant remarqué, le directeur de l'École normale, Théophile Naudy, le fait entrer en 1885 au lycée d'Orléans en lui faisant obtenir une bourse qui lui permet de continuer ses études. Pendant ces années passées à Orléans, Péguy suit des cours de catéchisme auprès de l'abbé Cornet, chanoine de la cathédrale. En classe de quatrième, son professeur de lettres, Jules Doret, lui fait apprendre par cœur les poèmes de Hugo, et Péguy témoignera plus tard de l'emprise que les vers célèbres de Napoléon II ont exercé sur lui. Au lycée Pothier, quoique bon élève, il se fait remarquer par son caractère : en avril 1889, le proviseur du lycée écrit sur son bulletin : « Toujours très bon écolier, mais j'en reviens à mon conseil du dernier trimestre : gardons-nous du scepticisme et de la fronde et restons simple. J'ajouterai qu'un écolier comme Péguy ne doit jamais s'oublier ni donner l'exemple de l'irrévérence envers ses maîtres ».
Il obtient finalement son baccalauréat le 21 juillet 1891. Demi-boursier d'État, Péguy prépare ensuite le concours d'entrée à l'École normale supérieure au lycée Lakanal, à Sceaux, puis au collège Sainte-Barbe, où commence une amitié avec Léon Deshairs, futur directeur de l'École des arts décoratifs, qui dessine et lui offre son portrait à mi-jambe,,, et où il suit avec Raoul Blanchard les cours d'allemand d'Albert Lange au lycée Louis-le-Grand. Il fréquente encore la chapelle du lycée Lakanal en 1891-1892. D'après son condisciple Albert Mathiez, c'est peu à la fin de cette période qu'il devient « un anticlérical convaincu et pratiquant ». Il intègre l'École normale supérieure le 31 juillet 1894, sixième sur vingt-quatre admis. Entre-temps, il est incorporé le 11 novembre 1892 comme soldat de première classe au 131e régiment d'infanterie d'Orléans et y fait son service militaire jusqu'au 27 septembre 1893.
À l'École normale supérieure, il est l'élève de Romain Rolland et d’Henri Bergson, qui ont une influence considérable sur lui : « Nourri… de la fleur de l'esprit classique en même temps que des généreux idéaux de l'esprit moderne, Péguy était appelé à concilier en lui les appels les plus divergents et à incarner la totalité de l'esprit français ». Il y affine également ses convictions socialistes, selon une vision personnelle faite de rêve de fraternité et de convictions tirées de sa culture chrétienne, qu'il affirme dès sa première année à l'École. Lorsqu'éclate l'affaire Dreyfus, il se range d'emblée du côté des dreyfusards. En février 1897, il écrit son premier article dans la Revue socialiste, et en juin 1897, achève d'écrire Jeanne d'Arc, un mystère lyrique en vue duquel il a effectué un important travail de documentation.
Son socialisme libertaire,, n'est pas un programme politique, et ne relève pas d'une idéologie plus ou moins fondée sur le marxisme ; pour Péguy, le socialisme choisi et formulé dès sa jeunesse est essentiellement un idéal rêvé de société d'amour et d'égalité entre les hommes : « Comme il eut souci de tenir ensemble sa foi politique et sa foi religieuse, Péguy n'entend pas séparer son baptême et sa culture ».
Sur la Commune de Paris, Charles Péguy a écrit dans Notre Jeunesse : « Le 18 mars même fut une journée républicaine, une restauration républicaine en un certain sens, et non pas seulement un mouvement de température, un coup de fièvre obsidionale, mais une deuxième révolte, une deuxième explosion de la mystique républicaine et nationaliste ensemble, républicaine et ensemble, inséparablement patriotique ».

### Affaire Dreyfus
Charles Péguy, dès le début de ses études supérieures, est profondément révolté par l'antisémitisme — au point d'avoir réclamé une réparation par duel au pistolet après une plaisanterie faite sur son ami Albert Lévy. Il garde de l'année 1898 le souvenir d'un « temps inoubliable de béatitude révolutionnaire ». En janvier de cette même année, il signe toutes les protestations publiées dans l'Aurore pour demander la révision du procès Dreyfus, alors même qu'il prépare l'agrégation. Il participe à de nombreux affrontements entre dreyfusards et antidreyfusards.

### Intellectuel et visionnaire

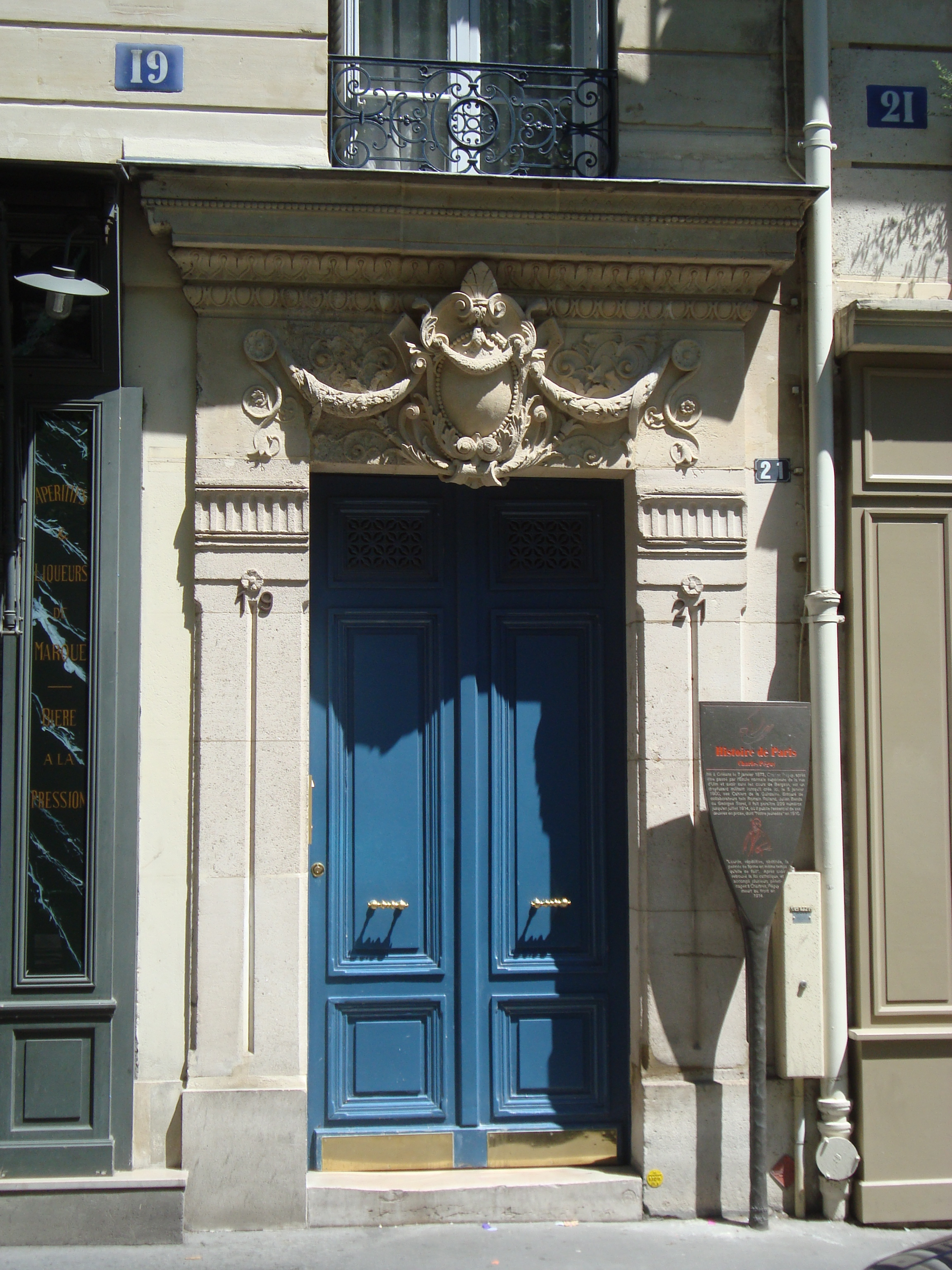
Domicile rue des Fossés-Saint-Jacques avec un panneau Histoire de Paris.

Le 28 octobre 1897, il épouse civilement Charlotte-Françoise Baudouin (1879-1963), sœur de Marcel Baudouin, un de ses proches amis décédé en juillet 1896, et s'installe avec elle au 7, rue de l'Estrapade (aujourd'hui no 21, rue des Fossés-Saint-Jacques). Ils ont quatre enfants : Marcel (1898-1972), Germaine (1901-2001), Pierre (1903-1941) et Charles-Pierre (1915-2005). Le 30 octobre 1897, il est promu sous-lieutenant de réserve. Un an plus tard, il fonde, près de la Sorbonne, la librairie Bellais, qui sert de quartier général au mouvement dreyfusiste ; son échec à l'agrégation de philosophie l'éloigne définitivement de l'université. À la même époque, il écrit dans la Revue blanche.
Cependant, dès 1900, après la quasi-faillite de sa librairie, il se détache de ses associés Lucien Herr et Léon Blum et fonde dans la foulée les Cahiers de la Quinzaine, au 8, rue de la Sorbonne, revue destinée à publier ses propres œuvres et à faire découvrir de nouveaux écrivains. Romain Rolland, Julien Benda, Georges Sorel, Daniel Halévy et André Suarès y contribuent. Le premier numéro paraît le 5 janvier 1900, tiré à mille trois cents exemplaires ; en quatorze années d'existence et deux cent vingt-neuf Cahiers à parution très irrégulière, la revue ne dépasse jamais les mille quatre cents abonnés, et sa survie reste toujours précaire. Il fut un farouche défenseur de la cause arménienne, lors des massacres qui préludèrent au génocide.
En politique, après sa « conversion » au socialisme, Péguy soutient longtemps Jean Jaurès, avant qu'il n'en vienne à considérer ce dernier, à cause de son pacifisme, comme un traître à la nation et à sa vision du socialisme : car pour Péguy, « le parti politique socialiste est entièrement composé de bourgeois intellectuels. Ce sont eux qui ont inventé le sabotage et la double désertion, la désertion du travail, la désertion de l'outil. Pour ne point parler ici de la désertion militaire. […] Ce sont eux qui ont fait croire au peuple que c'était cela le socialisme et que c'était cela la révolution »,. Dans l'immédiate avant-guerre et le climat de fièvre d'une revanche longtemps espérée sur l'Allemagne, il écrit dans le Petit Journal daté du 22 juin 1913 : « Dès la déclaration de guerre, la première chose que nous ferons sera de fusiller Jaurès. Nous ne laisserons pas derrière nous un traître pour nous poignarder dans le dos ».
Pour Péguy, la République se doit de poursuivre, par son organisation, ses exigences morales et donc son énergie, l'œuvre de progrès de la monarchie au service du peuple tout entier, et non pas au service de quelques-uns — comme la IIIe République le faisait selon lui, à cause de la faiblesse de son exécutif et de l'emprise abusive des partis. Son nationalisme est spontanément philo-judaïque par fidélité aux racines autant judéo-chrétiennes que gréco-romaines de la France. Pour lui, la « race française » est le fruit millénaire d'une correspondance entre un peuple et une terre irriguée par des siècles de christianisme ; le christianisme est d'abord païen, au sens du latin paganus (paysan). C'est à cette vision de la nation qu'adhèrent plus tard Bernanos et De Gaulle.[réf. nécessaire] Par conviction, il s'oppose fermement à cet « universalisme facile » qui commence, à ses yeux, à marquer la vie économique et culturelle : « Je ne veux pas que l'autre soit le même, je veux que l'autre soit autre. C'est à Babel qu'était la confusion, dit Dieu, cette fois que l'homme voulut faire le malin ». Pour Péguy, tout ce qui relève de la confusion et du désordre nous enchaîne ; ce sont l'ordre, l'organisation, la rationalité qui libèrent.

### Influence de Bergson
Péguy, disciple de Bergson dès 1898, quand le philosophe fut nommé maître de conférence à l'École normale supérieure, exprima ensuite son enthousiasme d'auditeur des leçons de ce maître au Collège de France. C'est que très tôt, Péguy avait pressenti l'affinité de la philosophie bergsonienne avec la spiritualité chrétienne, que Bergson explicitera en 1932 dans Les Deux sources de la morale et de la religion. Il écrit à Bergson, dès le 2 mars 1914 : « C'est vous qui avez rouvert en ce pays les sources de la vie spirituelle ». Bien que mise à l'Index en juin 1914 par l'Église catholique et sévèrement critiquée par Jacques Maritain, la philosophie bergsonienne du « mouvant » avait de quoi profondément séduire Péguy. Dans sa Note conjointe, il traduit en termes littéraires, notamment la notion — si centrale dans cette philosophie — de la durée : 

« Quand Bergson oppose le tout fait au se faisant […] il fait une opposition, il reconnaît une contrariété métaphysique de l'ordre même de la durée et portant sur l'opposition, sur la contrariété profonde, essentielle, métaphysique du présent au futur et du présent au passé. C'est une distinction de l'ordre de la métaphysique. C'est cette profonde et capitale idée bergsonienne que le présent, le passé, le futur ne sont pas du temps seulement mais l'être même. Qu'ils ne sont pas seulement chronologiques. Que le futur n'est pas seulement du passé pour plus tard. Que le passé n'est pas seulement de l'ancien futur, du futur de dedans le temps. Mais que la création, à mesure qu'elle passe, qu'elle descend, qu'elle tombe du futur au passé par le ministère, par l'accomplissement du présent ne change pas seulement de date, qu'elle change d'être. Qu'elle ne change pas seulement de calendrier, qu'elle change de nature. Que le passage par le présent est le revêtement d'un autre être. Que c'est le dévêtement de la liberté et le revêtement de la mémoire. »

— Note conjointe sur M. Bergson et la philosophie bergsonienne.
Le réalisme spirituel de Bergson a aussi été à la source de la poétique de Péguy : aux yeux du poète, c'est lui qui fonde l'harmonie entre ce qu'il appelle le charnel et le spirituel. Unissant Bergson et Descartes, Péguy accorde à la révolution bergsonienne une importance égale à la révolution cartésienne.
Bergson lui-même appréciait Péguy et l'interprétation qu'il donnait de sa philosophie. Il le confia à Jacques Chevalier en 1919 parlant de Péguy comme « l'un de mes premiers disciples, qui m'a si bien compris ».

### Écrivain et mystique
Son retour au catholicisme, dont il avait été nourri durant son enfance, a eu lieu entre 1907 et 1908,. Il confie en septembre 1908 à son ami Joseph Lotte : « Je ne t'ai pas tout dit… J'ai retrouvé la foi… Je suis catholique… » Cependant, son entourage remarquait depuis quelques années déjà ses inclinations mystiques ; ainsi, les frères Jean et Jérôme Tharaud se souviennent l'avoir fait pleurer en racontant les miracles de la Vierge, à la Noël 1902. Une confidence à demi-mot de Péguy laisse à penser que sa conversion intervint à la suite d'une lecture de l'Évangile de la Passion selon saint Matthieu. Le 16 janvier 1910 paraît Le Mystère de la charité de Jeanne d'Arc, qui s'inscrit clairement dans la perspective d'une méditation catholique et manifeste publiquement sa conversion. Plutôt que par le mot conversion qui sous-entendrait un rejet de sa vie passée, c'est par « un approfondissement du cœur » que Péguy retrouve la foi. Approfondissement qu'il exprime ainsi : « Ce n’est nullement par un rebroussement que nous avons trouvé la voie de chrétienté. Nous ne l’avons pas trouvée en revenant. Nous l’avons trouvée au bout. C’est pour cela que nous ne renierons jamais un atome de notre passé ». La réaction du public catholique au Mystère de la charité de Jeanne d'Arc est plutôt méfiante, même si L'Amitié de France et La Croix font une critique élogieuse de l'ouvrage. Son intransigeance et son caractère passionné le rendent suspect à la fois aux yeux de l'Église, dont il attaque l'autoritarisme et l'orientation bourgeoise, et aux yeux des socialistes, dont il dénonce l'anticléricalisme ou, un peu plus tard, le pacifisme, pour lui inopérant et, qui plus est, à contre-sens, quand l'Allemagne redevient menaçante.
À partir de 1911, Péguy qui est au tournant de la quarantaine, fait l'expérience des déceptions et des critiques des milieux académiques après les remous provoqués par l'essai polémique contre Fernand Laudet. La passion amoureuse qu'il éprouve pour Blanche Raphaël est sans espoir et seul l'art lui permet d'en exprimer secrètement la douleur. Son pessimisme et sa détresse sont immenses, comme en témoigne son ami Daniel Halévy : « Ah, lui dit un jour Péguy, je ne savais pas que c'était ça la vie ! » Cet aveu de désespoir est suivi d'une frénésie de travail, moyen pour lui de tenter de lui échapper : « Je travaille tout le temps, tous les jours, je me sauve ainsi de descendre plus profondément », écrit-il le 4 août 1911 à son ami Charles Lucas de Pesloüan. Rédigés entre l'automne 1911 et le printemps 1912, les Quatrains, envahis de visions sanglantes, sont à la fois une imploration et le poème de ce désespoir. Au milieu de ces difficultés, s'ajoute en 1912, l'inquiétude provoquée par la paratyphoïde de Pierre, son second fils ; Péguy fait alors le vœu de se rendre en pèlerinage solitaire à Chartres, du 14 au 17 juin, parcourant 144 km en trois jours. Alain-Fournier l'accompagne sur une partie du chemin. « J'ai fait un pèlerinage à Chartres. Je suis Beauceron, Chartres est ma cathédrale », avoue-t-il à son ami Joseph Lotte, ajoutant : « Notre Dame m'a sauvé du désespoir ». C’est ce pèlerinage qui, par la suite, inspira les pèlerinages de Chartres. Il fait à nouveau ce pèlerinage en 1913, du 25 au 28 juillet. Il écrit : « … J'ai tant souffert et tant prié… Mais j'ai des trésors de grâce, une surabondance de grâce inconcevable… ». Vivant dans une situation maritale incompatible avec la foi catholique, notamment du fait de son épouse qui refuse le mariage religieux, il ne pourra jamais communier. Pourtant, Péguy n'a pas retrouvé la joie, mais seulement une sérénité précaire qui n'empêche ni regret ni mélancolie. Il n'aurait reçu le sacrement de l'Eucharistie qu'un mois avant sa mort, le 15 août 1914, à Loupmont, alors qu'il était sous l'uniforme.[réf. nécessaire]
La bénédiction de son patriotisme par Dieu s'inscrit dans le courant de pensée majoritaire des années d'avant-guerre qui, après les années d'abattement dues à la défaite de 1870, attendait et espérait une revanche :

« Heureux ceux qui sont morts pour la terre charnelle,

Mais pourvu que ce fût dans une juste guerre. (…)

Heureux ceux qui sont morts dans les grandes batailles,

Couchés dessus le sol à la face de Dieu (…) 

Heureux les épis mûrs et les blés moissonnés. »

Elle fait écho aux Béatitudes.
L'œuvre de Péguy célèbre ainsi des valeurs qui pour lui sont les seules respectueuses de la noblesse naturelle de l'homme, de sa dignité et de sa liberté : d'abord, son humble travail, exécuté avec patience, sa terre, cultivée avec respect, sa famille : « Il n'y a qu'un aventurier au monde, et cela se voit très notamment dans le monde moderne : c'est le père de famille », écrit-il. Ce sont là ses valeurs essentielles, liées à son patriotisme et à sa foi dans une République qui serait enfin forte, généreuse et ouverte. Et c'est précisément là, pour lui, que dans une action résolue, se rencontre Dieu. À ce titre, Péguy peut apparaître comme un théologien, chantre des valeurs de la nature créée par un Dieu d'amour. C'est ce ton de respect et d'amour pour toutes les créatures vivantes que l'on trouve dans les quatrains d’Ève, au seuil de ce grand poème, où se développe un tableau du paradis terrestre. D'où aussi son attachement profond à Marie : il aurait passé la nuit précédant sa mort à fleurir la statue de la Vierge dans la chapelle de la butte de Montmélian près de Vémars, où stationnait son unité.

### Antimoderne
La réforme scolaire de 1902, portant sur les humanités modernes et l'enseignement secondaire unique, est sans doute la première occasion à laquelle Péguy exprime violemment son rejet du monde moderne : « Comme le chrétien se prépare à la mort, le moderne se prépare à la retraite ». Dans ses Cahiers de la quinzaine, il écrit : « Aujourd'hui, dans le désarroi des consciences, nous sommes malheureusement en mesure de dire que le monde moderne s'est trouvé, et qu'il s'est trouvé mauvais ». Il se sépare ainsi peu à peu de la gauche parlementaire coupable, à ses yeux, de trahir ses idéaux de justice et de vérité, pour rejoindre les rangs des nationalistes qui jugent inévitable une nouvelle guerre, au moins pour recouvrer l'intégrité du territoire d'une France mythifiée par le culte de figures comme Richelieu, que nul ne surpasse, selon lui, « dans le régime révolutionnaire », et surtout de Jeanne d'Arc.
Deux ans plus tard, dans Zangwill, il allie ce rejet de la modernité à celui d'une certaine idée du progrès, « grande loi de la société moderne ». Péguy critique dans la modernité d'abord la vanité de l'homme qui prétend remplacer Dieu, et un avilissement moral largement inévitable, en raison surtout de la part donnée à l'argent et à l'âpreté mise dans sa recherche et son accumulation ; un monde qui tourne le dos aux humbles vertus du travail patient de l'artisan ou du paysan.

### Guerre et mort

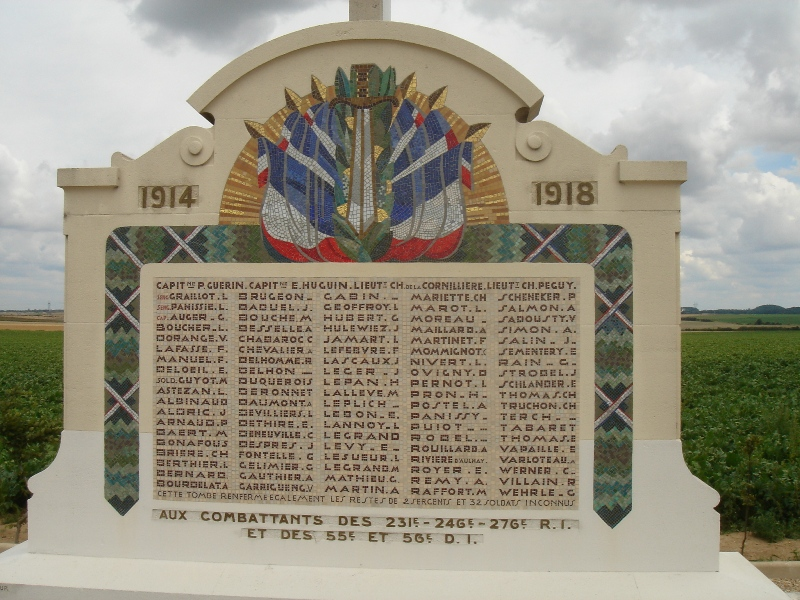
Mémorial à la nécropole nationale de Chauconin-Neufmontiers près de Villeroy (le nom de Péguy se trouve en haut à droite).

Son fils aîné devant rentrer à Sainte-Barbe en octobre 1913, Péguy loue une maison à Bourg-la-Reine, 7 rue André Theuriet. Il y demeure avec son épouse, Charlotte-Françoise Baudouin, et ses enfants, Marcel, Germaine et Pierre. À Bourg-la-Reine, il termine Ève, rédige la Note sur Bergson et la Philosophie bergsonienne, la Note conjointe sur Descartes et la philosophie cartésienne et continue la rédaction des Cahiers de la Quinzaine.
Lieutenant de réserve, il part en campagne dès la mobilisation en août 1914, dans la 19e compagnie du 276e régiment d'infanterie. Le dimanche 23 août 1914, il se trouve dans la forêt de Bois-le-Prêtre, gagne dans la nuit Pont-à-Mousson menacée, avec ordre d'y relever le 369e RI de Toul puis d'empêcher l'ennemi de franchir la Moselle. Le 369e RI ne se présentant pas, il se positionne en ville et en garde les issues. Il est tué à l'ennemi le 5 septembre, au Plessis-l'Évêque, dans la Goële, près de Meaux, lieu essentiel des combats de la bataille de l'Ourcq à la veille de la première bataille de la Marne, tué d'une balle au front, alors qu'il exhortait sa compagnie à ne pas céder un pouce de terre française à l'ennemi. Il serait mort, selon Victor Boudon, un de ses camarades de combat présents à ses côtés, en disant : « Oh mon Dieu, mes enfants… ». Il est enterré à Villeroy.
Selon le maréchal Juin, le 5e bataillon du 276e RI, dans lequel se trouvait Charles Péguy, est venu en soutien sur le flanc gauche de l'attaque de Penchard, menée par une brigade marocaine, pour une mission de sacrifice sur un terrain à découvert. L'attaque échoua faute d'une préparation d'artillerie.
Un quatrième enfant, posthume, Charles-Pierre Péguy (1915-2005), naît au mois de février 1915.
Sa famille quitte alors la maison de Bourg-la-Reine et laisse la demeure au romancier et essayiste Léon Bloy, qui s'y installe avec sa femme et ses deux filles le 10 janvier 1916. Madame Péguy s'installe avec son dernier fils dans un logement au fond de la cour du no 24 boulevard Carnot.

## Postérité
Il est peu d’exemple d’écrivain si peu préoccupé de faire apparaître son œuvre au grand jour. Elle est d’emblée mêlée aux autres dont les écrits semblent importer davantage que ses propres publications. Péguy édite, imprime d’autres écrits que les siens. Le mélange de l’œuvre et de l’édition, de l’écriture et de la gestion de la revue s’opère au gré de l’actualité et au cœur même des Cahiers de la quinzaine qui l’absorbent et la recouvrent. L’œuvre est comme écrasée, entravée et masquée. Elle tire de cette curieuse imbrication une étrange originalité. Son chemin de création emprunte l’itinéraire singulier des réflexions et des débats, des commentaires et des critiques, des échanges et des polémiques. Il n’est jamais disjoint des préoccupations du moment. Pour saisir son œuvre ; en établir le fil rouge, il faut l’aller chercher au cœur même des Cahiers.
« Péguy a cette destinée singulière d'être, parmi les grands écrivains du XXe siècle, celui qui, de son vivant, a été enseveli sous le plus lourd silence de la critique, et qui, depuis sa mort, a provoqué la plus abondante foison d'articles et de volumes ». Se voulant un héritier intellectuel de Charles Péguy, le philosophe Alain Finkielkraut considère que « Péguy devrait être une référence incontournable pour tous ceux qui veulent penser le monde moderne ». Il a contribué à réhabiliter son maître dans son essai Le Mécontemporain (1992), après une longue période où beaucoup associaient l'écrivain à la récupération qui en avait été faite par le régime de Vichy et le courant nationaliste catholique.[réf. nécessaire] Comme lui, il déplore la part prise dans nos sociétés par l'esprit de lucre, la spéculation, la publicité et les impératifs d'une société de spectacle, au détriment du souci de l'éducation de tous.[réf. nécessaire] Un autre philosophe, Damien Le Guay, considère lui aussi qu'il est nécessaire de lire Péguy (qu'il estime être « censuré par l’Éducation nationale ») pour « l'actualité brûlante de sa pensée » et les nombreux « antidotes » qu'il fournit aux poisons qui rongeraient notre société.
Mais Péguy c'est aussi un style. Il fait de l’écriture une source d’accomplissement et de construction d’une personnalité singulière. Il vise en profondeur ce qu’il y a de plus personnel en chacun de nous et qui relève moins de la recherche du sens que de la quête d’une voix et d’une énergie personnelles : « c’est le ton et la matière qui fait l’oeuvre, infiniment plus que le sens. » Au-delà des mots, au-delà des idées, au-delà des sons et du sens, il cherche à établir un style qui lui est propre et qui traduit l’humanité particulière qui l’anime. Dans Personnalités, il en donne même la définition : « Plus que la figure du corps, plus que le geste, plus que la démarche, plus que l’aspect, plus que la forme des corps, plus que les traits du visage, plus que le regard des yeux, plus que le son de la voix, plus que le ton de l’éloquence, plus que le verbe, plus que la parole parlée, le style est de l’homme même ». Le style c’est aussi, pour l’éditeur et l’imprimeur qu’il fut, la qualité graphique et le soin qu’elle suppose. Péguy s’était formé à la typographie et y excellait. Les Cahiers sont d’une qualité de composition et d’impression exceptionnelles. L’écriture est indissociable des gestes qui la produisent. Écrire dépend des mouvements corporels qui la font vivre. Il écrit non en intellectuel aux mains lisses, mais en bon artisan aux mains caleuses. Il écrit comme il rempaille les chaises, ligne après ligne, vers après vers. Il écrit petit à petit comme un tapissier et jamais comme un écrivain dilettante : « Je fais ça comme une tapisserie, un point et puis un autre point. » Il cultive l’art poétique de la tapisserie en produisant La Tapisserie de sainte Geneviève et de Jeanne d'Arc et La Tapisserie de Notre Dame. Pour Romain Rolland, Péguy est un ouvrier créatif qui s’applique à bousculer la matière poétique pour innover. « Il n’est pas fait pour un art de miniaturiste ou de joaillier. Tapissier, voilà son lot. Voilà son mot qui lui vient, sans doute, au cours de son travail, et qui l’éclaire ». Eve en est l’expression aboutie. Les personnages y figurent sur le même niveau que le fond et les premiers plans. Les rimes s’y entrecroisent comme les fils du tisserand. La méditation artisanale est lente et progressive, émaillée de multiples répétitions, d’assonances, de groupements binaires et ternaires, et d’allitérations. La persistance du thème, la répétition d’une structure verbale en l’environnant d’images et de variété de métaphores sans cesse renouvelées, l’entrelacement de fils, conjuguant continuité et reprise, donnent l’allure de tapisseries où les mêmes fils reparaissent et s’entrelacent à intervalles irréguliers. La recherche stylistique n’est sans doute pas sans rapport avec l’univers familial clos et étroit où Péguy a grandi entre une mère et une grand-mère sans fratrie, avec pour seul horizon le travail quotidien répétitif et l’accomplissement du devoir.
L'amitié qui unissait Charles Péguy à Jules Isaac est aujourd'hui encore célébrée comme un exemple du trait d'union nécessaire entre chrétiens et juifs.
Parmi sa postérité, on peut nommer Georges Bernanos, Emmanuel Mounier, Albert Beguin, Charles de Gaulle
Son œuvre a influencé des auteurs aussi différents que Alain Badiou, Alain Finkielkraut et Bruno Latour.

## Œuvres

### Essais
- De la raison, 1901.
- De Jean Coste, 1902.
- Notre Patrie, 1905.
- Situations, 1907-1908.
- Notre Jeunesse, 1910.
- Victor-Marie, Comte Hugo, 1910 ; réédition Fario 2014.
- Un nouveau théologien, 1911.
- L'Argent, Paris, Allia, 2019, 112 p. (ISBN 9791030411058)
- L'Argent suite, 1913 ; rééd. La Délégation des siècles, L'Argent & l'Argent suite (réunion des deux textes), 265 p., 2020.
- Note sur M. Bergson et la philosophie bergsonienne, 1914.
- Note conjointe sur M. Descartes et la philosophie cartésienne, 1914 (posth.).
- Clio. Dialogue de l'histoire et de l'âme païenne, 1931 (posth.).
- Par ce demi-clair matin, 1952 (posth.) (recueil de manuscrit inédits dont les deux suites de Notre Patrie)
- Un poète l'a dit…, Gallimard, 1953 (posth.)
- Véronique. Dialogue de l'histoire et de l'âme charnelle, Gallimard, 1972 (posth.).

### Recueil d'essais
- Charles Péguy, Mystique et politique, préface d'Antoine Compagnon, Édition établie et annotée par Alexandre de Vitry. Comprend : Zangwill ; Notre patrie ; Situations ; À nos amis, à nos abonnés ; Notre jeunesse ; Victor-Marie, Comte Hugo (Solvuntur objecta) ; Un nouveau théologien, M. Fernand Laudet ; L'argent ; L'argent suite. Éditeur : Robert Laffont, collection Bouquins. 2015.
- Jean Bastaire, Péguy tel qu'on l'ignore, Idées/Gallimard, 1973 ; Folio/Gallimard, 1996.
- Les cahiers de la Quinzaine de Péguy U. Rolandi, Éditions Paradigme 2002.

### Poésie
- La Tapisserie de Sainte Geneviève et de Jeanne d'Arc, 1913.
- La Tapisserie de Notre-Dame, 1913.
- Prières dans la cathédrale de Chartres, 1998, Corsaire.
- La Tapisserie de Sainte Geneviève et de Jeanne d'Arc et vers inédits, Vaissermann R, Avril Y, 2016 Éditions Paradigme
- Ève, 1913 ;
  - dont : « Prière pour nous autres charnels », adapté par Max Deutsch et Jehan Alain.

### Mystères lyriques
- Jeanne d'Arc, film musical, adaptation des œuvres Jeanne d'Arc (1897) et Le Mystère de la charité de Jeanne d'Arc (1910).
- Le Mystère de la charité de Jeanne d'Arc, 1910.
- Le Porche du Mystère de la deuxième vertu, 1911.
- Le Mystère des Saints Innocents, 1912.

### Divers
- Lettres et entretiens, 1927 (posth.).
- Correspondance Charles Péguy - Pierre Marcel, Paris, L'Amitié Charles Péguy, XXVII (posth.).
- Une éthique sans compromis, préface Dominique Saatdjian, 2011, Éditions Pocket (morceaux choisis de l'œuvre de Charles Péguy rangés selon cinq thèmes : héroïsme, travail, sciences, dieux et révolution[93]).
- Pierre Commencement d'une vie bourgeoise, 2023 préface d'Éric Thiers, président de l'Amitié Charles Péguy, Corsaire.

### Œuvres complètes
- Charles Péguy, Œuvres complètes de Charles Péguy (1873-1914), Gallimard, coll. « La Nouvelle Revue française », 1916-1955 (20 vol.) ;
- Charles Péguy, Œuvres poétiques complètes, Gallimard, coll. « Bibliothèque de la Pléiade », 1975, 1610 p. (ancienne édition) ;
- Charles Péguy, Œuvres poétiques et dramatiques, Gallimard, coll. « Bibliothèque de la Pléiade », 2014, 1888 p. (nouvelle édition) ;
- Charles Péguy, Œuvres en prose complètes tome I, Gallimard, coll. « Bibliothèque de la Pléiade », 1987, 2080 p. ;
- Charles Péguy, Œuvres en prose complètes tome II, Gallimard, coll. « Bibliothèque de la Pléiade », 1988, 1648 p. ;
- Charles Péguy, Œuvres en prose complètes tome III, Gallimard, coll. « Bibliothèque de la Pléiade », 1992, 2144 p..

### Éditions bibliophiliques
- Présentation de la Beauce à Notre-Dame de Chartres, vingt lithographies originales d'André Jordan, N.R.F., 1946.

### Anthologies
Ainsi parlait Charles Péguy, dits et maximes de vie choisis et traduits par Paul Decottignies, éditions Arfuyen, 2020  (ISBN 978-2845-90296-1).

## Distinctions
- Chevalier de la Légion d'honneur obtenu à titre posthume.
- Croix de guerre 1914-1918.

## Hommages
En 1930, sa ville natale érige sur un square baptisé à son nom un monument portant son buste en bronze sculpté par Paul Niclausse.
En France, de nombreuses rues portent aujourd'hui le nom de Charles Péguy ; son nom a également été attribué à plusieurs établissements scolaires : lycée d'Orléans, d'Eysines, de Marseille et de Gorges, collèges du 11e et du 19e arrondissements de Paris, du Chesnay, d'Arras, de Wittelsheim, Moulins, Morsang-sur-Orge, Chartres, Cattenom, Bobigny, Tourcoing, Melun, Metz, Moncoutant, Palaiseau, Bondoufle, Verneuil-l'Étang et Vauvillers. Une grande partie des archives concernant Péguy sont rassemblées au Centre Charles Péguy, d'Orléans, fondé par Roger Secrétain en 1964. On y trouve notamment la quasi-totalité de ses manuscrits.
Le centre d'accueil des jeunes Français à Londres, créé en 1954 par le gouvernement français, porte le nom de Centre Charles Péguy.
Un Cercle Charles Péguy a été fondé en 1963 à Lyon par le biologiste Michel Delsol, père de la philosophe Chantal Delsol, au sein des milieux catholiques lyonnais. Sa vocation est la reconstruction d'une droite authentiquement conservatrice au sortir de la guerre d'Algérie. Jean Bastaire y voit un exemple de « cercle péguyste réactionnaire » caractéristique de « l'annexion de Péguy par l'extrême-droite ». Le cercle est relancé à Lyon en 2012 ; une antenne du cercle est ouverte à Paris l'année suivante, où est notamment invité Alain Finkielkraut.
Le réalisateur Bruno Dumont adapte au cinéma le Jeanne d'Arc de Charles Péguy dans Jeannette, l'enfance de Jeanne d'Arc en 2017 et dans Jeanne en 2019.
Une stèle est érigée en son hommage près du monument aux morts dans le cimetière de Bourg-la-Reine, le 17 octobre 2005 par la municipalité de la ville[source insuffisante].
- Le musée Charles-Péguy, établissement municipal à caractère scientifique est entièrement consacré à l'écrivain, natif d'Orléans.
- Rue Péguy (6e arrondissement de Paris), et à Roanne.
- Square Charles-Péguy (12e arrondissement de Paris).
- Centre Charles-Péguy (Londres).
- École ou lycée Charles-Péguy à Villeroy (Seine-et-Marne), Rueil-Malmaison, Gorges (Loire-Atlantique), Lyon (8e arrondissement de Lyon).
- Collège Charles Péguy (Le Chesnay-Rocquencourt)

NB : un livre parle des lieux nommés en l'honneur de Péguy : Charles Coustille (Auteur) et Léo Lepage (Photographies), Parking Péguy, Flammarion, 2019, 192 p. (ISBN 978-2-0814-8280-7).